# Protaulaca
Protaulaca là một chi bướm đêm thuộc họ Geometridae.